# Malte Haß
Malte Gustav Horst Haß (* 12. Juni 1872 in der Oberförsterei Ruda in Westpreußen; † 22. April 1916 in Zittau), meist Malte Haß, war ein preußischer Regierungsrat und Oberförster in Kiautschou.

## Leben und Wirken
Als Sohn des Oberförsters Haß besuchte er bis im Herbst 1892 das Gymnasium in Graudenz. Es folgte ein Jahr bei den 2. Jägern in Culm, bei denen er mit dem Rang eines Reserveoffiziers aus dem Dienst ausschied. Schließlich begann er 1893 eine forstwirtschaftliche Ausbildung bei seinem Vater, der inzwischen die Oberförsterei in Osche übernommen hatte. Es folgte zwischen 1894 und 1897 ein Studium an der Forstakademie Eberswalde und der Universität zu Berlin. Zwischen 1897 und 1900 war er im Rahmen seiner Forstreferendarzeit bei einigen Oberförstereien tätig. Als er 1900 Forstassessor wurde, war er einige Zeit mit Wildbach-Bebauung im Riesengebirge beschäftigt. Die Erfahrungen, die er hier sammeln konnte, nutzen ihm enorm bei seiner späteren Karriere in Tsingtau. Vor seiner Abberufung nach Tsingtau im Jahr 1901 verwaltete er die Oberförstereien Stepenitz und Pflastermühl. In Tsingtau wurde er 1905 zum Oberförster und 1909 zum Regierungsrat.
Im Jahr 1902 heiratete er die Hildesheimerin Emilie Kulle, die er über ihren Onkel, den Direktor des Seezollamtes Ernst Ohlmer, kennen gelernt hatte. Mit ihr hatte er zwei Söhne und eine Tochter.
Als Haß seine Arbeiten in Kiautschou begann, stand er vor zahlreichen Herausforderungen. Das Gebiet war total entwaldet, über die Jahrhunderte entstand kein  fruchtbarer Humus mehr und so bestand das Gebiet praktisch aus ödem spröden Lössboden. Wasser gab es nur in der Regenzeit, das dann zu reißenden Sturzbächen wurde. Zusätzlich fehlte der Bevölkerung jegliches Verständnis für Waldkultur. So verheizten sie lieber jegliches auch noch so junges Holz, um durch die harten Winter zu kommen, anstatt es wachsen zu lassen. Es gelang Haß in wenigen Jahren, die Berge um Tsingtau vorwiegend mit Kiefern, aber auch Laubhölzern aufzuforsten, so dass ein stattlicher Wald entstand. Die Straßen ließ er mit Schatten spendenden Bäumen wie Akazien und Platanen bepflanzen. In der Stadt entstanden ein Forstgarten und eine Reihe neuer Parkanlagen. Standen zunächst ästhetische und sanitäre Gesichtspunkte im Vordergrund, so konnte das Holz nach und nach auch kommerziell genutzt werden. Außerdem wurde die Wasserhaltung des Bodens verbessert, was sich schließlich sogar auf die Regenverteilung positiv auswirkte. Des Weiteren kümmerte sich Haß um die Obstveredelung, die Pflege neu eingeführter Nutzpflanzen und der Vermittlung forstwirtschaftlichen Wissens an die chinesische Bevölkerung.
Schon bald verbreitete sich sein guter Ruf über ganz China, und es kamen Lernbegierige und Studienkommilitonen, um von Haß zu lernen. Auch wurde er nach Hongkong und Mukden berufen, um Aufforstungspläne auszuarbeiten. Doch litt seine Gesundheit zusehends unter diesen harten Bedingungen, und so kehrte er kurz vor dem Beginn des Ersten Weltkriegs nach Deutschland zurück, um sich zu erholen. Trotz seines angeschlagenen Gesundheitszustands diente er als Hauptmann und Ajundant im Garnisonskommando von Hildesheim. Als sich sein Herz- und Nierenleiden verschlechterte, begab er sich ins Sanatorium Zittau. Hier erlag er schließlich einer Lungenentzündung. Bei seiner Beerdigung auf dem Friedhof Hildesheim hielt Oskar von Truppel auf Wunsch der Witwe die Gedächtnisrede.

## Ehrungen
Haß wurde Ritter des Roten Adlerordens IV. Klasse, ihm wurden der chinesische Drachen-Orden sowie der japanische Orden der Aufgehenden Sonne verliehen.
1907 benannte Anton Reichenow Corvus hassi zu seinen Ehren. Allerdings nannte er ihn irrtümlich Walter Hass. Allerdings wird die Art heute als Synonym für die Dschungelkrähen-Unterart (Corvus macrorhynchos colonorum Swinhoe, 1864) gesehen.